# Myotis midastactus
Myotis midastactus és una espècie de ratpenat del gènere Myotis. Viu a Bolívia i el Paraguai. És un ratpenat de petites dimensions, amb una llargada de cap a gropa de 86-92 mm, els avantbraços de 38,5–40,7 mm, una cua de 36–40 mm, els peus de 8–10 mm, les orelles de 12–13 mm i un pes de fins a 11 g. S'alimenta d'insectes. Com que fou descoberta fa poc, encara no se n'ha avaluat l'estat de conservació.